# Paraphlegopteryx kamengensis
Paraphlegopteryx kamengensis is een schietmot uit de
familie Lepidostomatidae. De soort komt voor in het Oriëntaals gebied.